# Rhabdogyna patagonica
Rhabdogyna patagonica är en spindelart som först beskrevs av Albert Tullgren 1901.  Rhabdogyna patagonica ingår i släktet Rhabdogyna och familjen täckvävarspindlar. Inga underarter finns listade i Catalogue of Life.